# La Llotja de Lleida
La Llotja de Lleida és un palau de congressos i teatre de titularitat municipal ubicat a la ciutat de Lleida. L'edifici ocupa l'esplanada on se celebrava l'antic mercat de fruites i verdures (popularment conegut com el mercat dels pagesos), al barri de Pardinyes. El projecte es va finançar gràcies a la construcció de dues torres d'habitatges de 24 i 16 plantes situades en el mateix terreny que la Llotja. Les obres del palau s'iniciaren la primavera de 2007 i el 21 de gener de 2010 s'inaugurà el palau amb la representació de Il Trovatore, de Giuseppe Verdi.

## Història del projecte
La Paeria de Lleida va justificar la necessitat d'un edifici com La Llotja en el fet que Lleida és la segona ciutat de Catalunya -després de Barcelona- en l'organització de congressos i en la mancança que té la ciutat d'espais adients per representar obres teatrals.
El 2006 es convocà un concurs internacional per dissenyar l'edifici, i set gabinets d'arquitectura hi preneren part. D'entre aquests els guanyadors foren els neerlandesos Mecanoo.
Les obres s'iniciaren la primavera de 2007 i finalitzaren el gener de 2010.

## Característiques de l'edifici
La Llotja té una superfície de 19.185 m². Compta amb un auditori amb capacitat per a 1.000 persones i dues sales addicionals per a 400 i 200 persones respectivament. Aquesta darrera es pot compartimentar en sis sales independents per a 35 persones cadascuna.
El terrat del palau és d'accés públic i serveix de mirador. La seua superfície és enjardinada amb plantes trepadores que canviaran de tonalitat segon l'estació de l'any.
L'edifici també acull les oficines del Centre de Negocis i Convencions de Lleida, un espai per a usos diversos, un foyer (el hall del palau) i una cafeteria-restaurant i un aparcament subterrani amb capacitat per a 450 vehicles. Des de 2010 acull l'Animac, la Mostra Internacional de Cinema d'Animació de Catalunya.

## Evolució de les obres

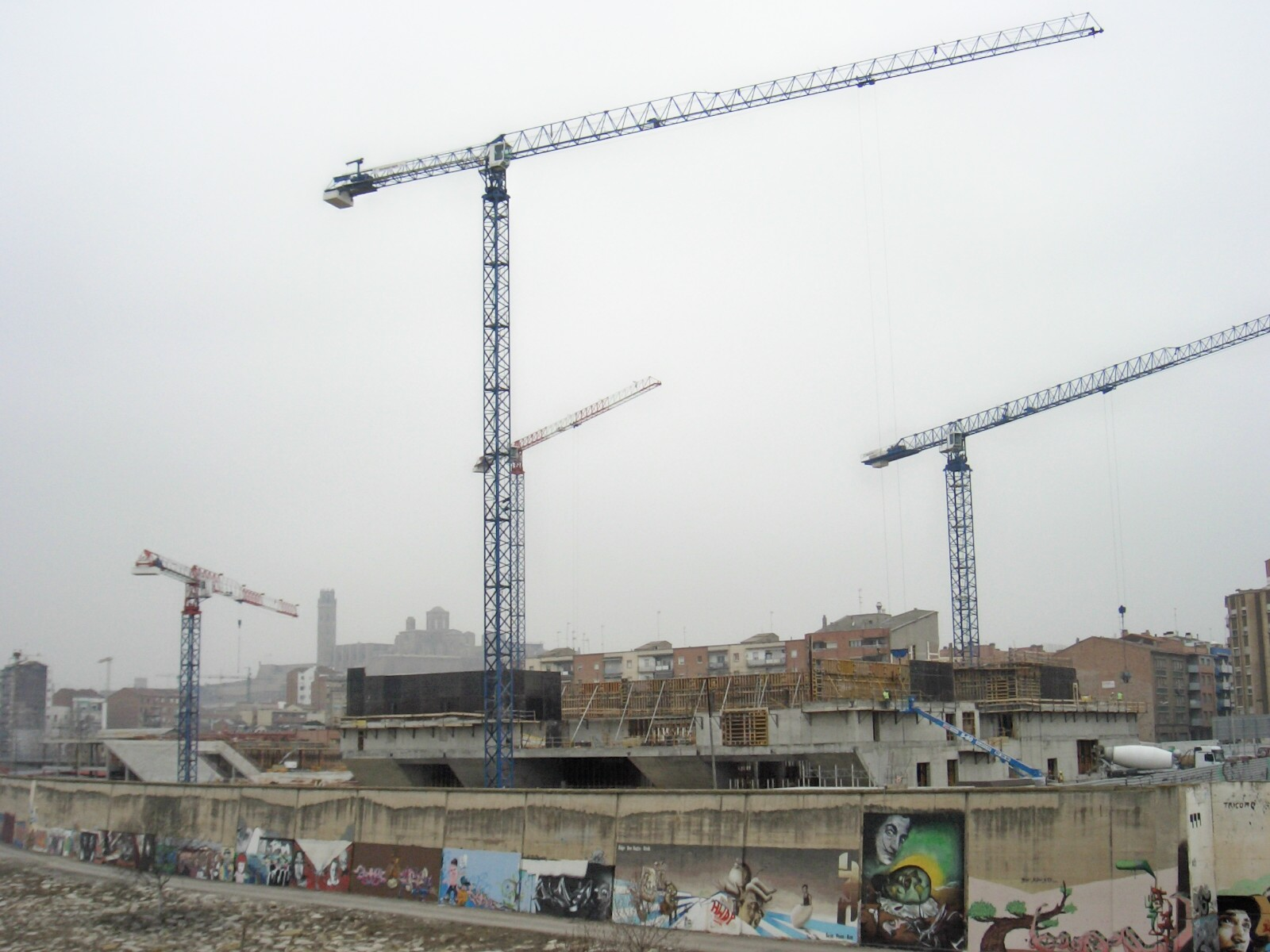
Gener de 2008
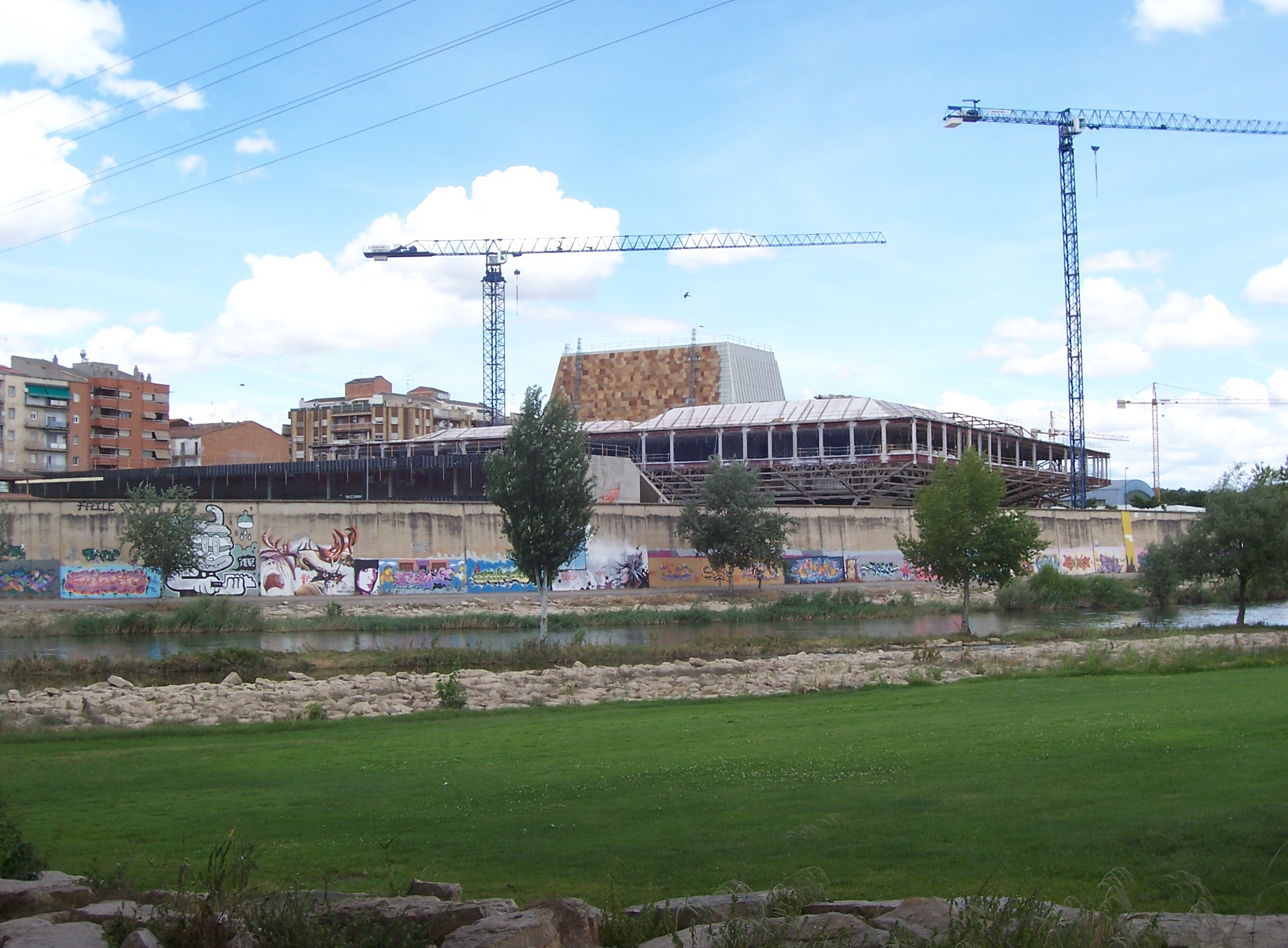
Juny de 2009
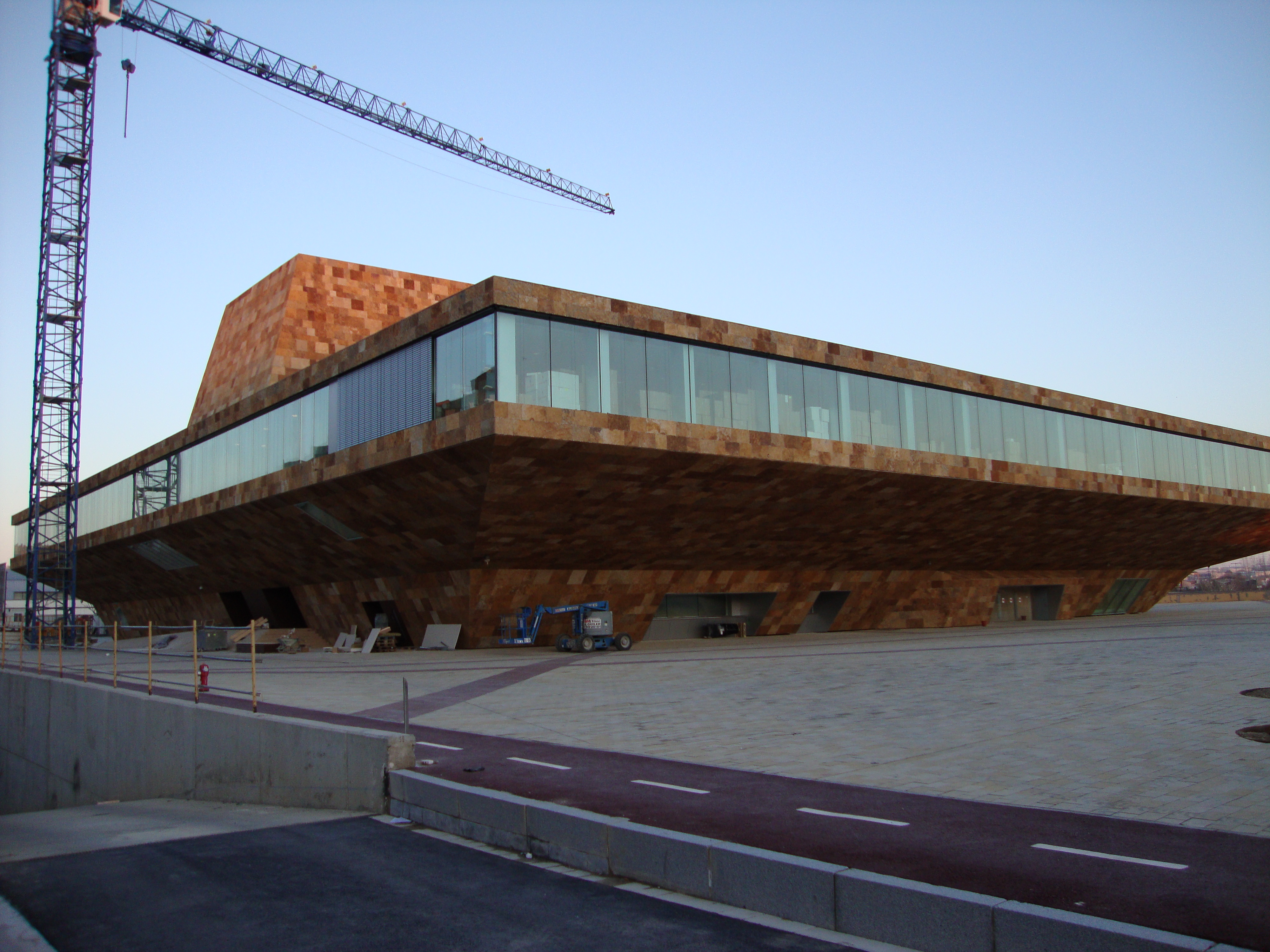
Desembre de 2009
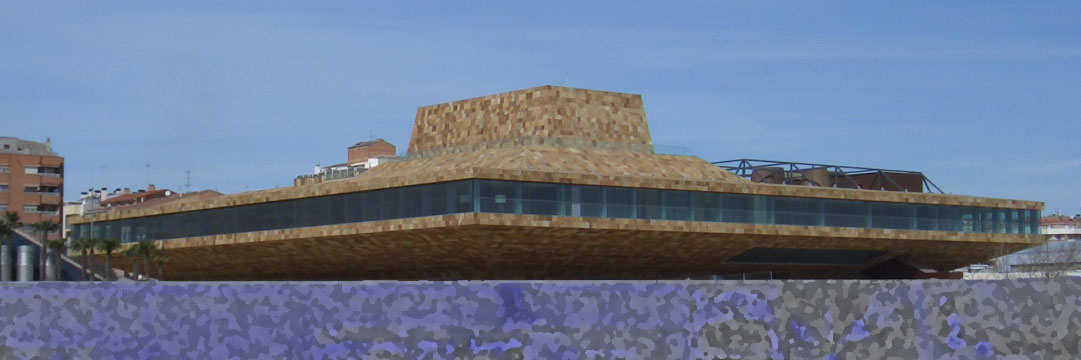
Març de 2010